# Jekaterina Jewgenjewna Gaiduk
Jekaterina Jewgenjewna Gaiduk (russisch Екатерина Евгеньевна Гайдук, geborene Jekaterina Jewgenjewna Dawydenko, russisch Екатерина Евгеньевна Давыденко; * 7. März 1989 in Toljatti) ist eine russische Handballspielerin.

## Karriere
Gaiduk spielte in der Saison 2005/06 in der zweiten Mannschaft vom russischen Verein GK Lada Toljatti. In der darauffolgenden Saison wurde die Rückraumspielerin in den Kader der ersten Damenmannschaft aufgenommen. Mit Lada gewann sie 2008 die russische Meisterschaft. Auf europäischer Ebene stand die Linkshänderin im Jahr 2007 im Finale der EHF Champions League und gewann 2012 sowie 2014 den EHF-Pokal. Im Sommer 2014 unterschrieb sie einen Vertrag beim rumänischen Erstligisten HCM Baia Mare. Eine Saison später schloss sie sich dem russischen Erstligisten GK Rostow am Don an. Ein Jahr später unterbrach sie ihre Karriere. Nachdem Gaiduk eine Tochter zur Welt gebracht hatte, unterschrieb sie zur Saison 2018/19 einen Vertrag bei GK Lada Toljatti. Im Oktober 2019 zog sich Gaiduk eine schwere Knieverletzung zu, woraufhin sie den Rest der Saison 2019/20 aussetzen musste. Am 27. August 2020 bestritt sie nochmals ein Ligaspiel für Lada.
Gaiduk gehört dem Aufgebot der russischen Nationalmannschaft an. Mit Russland nahm sie an der Handball-EM 2008 und Handball-EM 2010 teil, wobei sie bei der EM 2008 die Bronzemedaille gewann. Weiterhin nahm sie an der Handball-WM 2011 teil. Im Sommer 2012 nahm sie an den Olympischen Spielen in London teil.